# Хокон Безумный
Хокон Безумный (норв. Håkon Galen, ок. 1170 — декабрь 1214) — норвежский ярл, один из руководителей партии биркебейнеров во время Эпохи гражданских войн в Норвегии.

## Биография
Сын шведского лагмана Фольквида из Вермланда и Сесилии (1155—1186), внебрачной дочери норвежского короля Сигурда II Мунна (1136—1155). Наиболее знатный из племянников Сверрира Сигурдссона. В 1177 году Сверрир Сигурдссон прибыл в Норвегию и возглавил ослабевшую партию биркебейнеров. Сверрир заявил, что он сын конунга Сигурда Мунна. Сесилия признала его своим сводным братом. Впоследствии Сесилия ушла от своего мужа и вернулась с сыном в Норвегию. После победы Сверрира в борьбе за королевский престол брак Сесилии с Фольквидом был аннулирован, так как был заключен против её воли. Вторично Сесилия вышла замуж за Борда Гуттормссона.
В 1193-1194 годах Хокон Безумный был одним из лидеров биркебейнеров и сражался на стороне своего дяди Сверрира против Халлкьелля Йонссона и оркнейского ярла Харальда Маддадссона.
В январе 1204 года после смерти норвежского короля Хокона III лидеры биркебейнеров под руководством ярла Хокона Безумного провозгласили новым конунгом 4-летнего Гутторма Сигурдссона, внука Сверрира. При малолетнем Гутторме ярл стал регентом и фактическим правителем Норвегии. Хокон Безумный и Пётр Истребитель, племянники Сверрира, были назначены командующими войска биркебейнеров.
В августе 1204 года малолетний король Гутторм Сигурдссон внезапно скончался в Тронхейме. Лидеры биркебейнеров созвали на эйратинг, на который прибыл архиепископ Эйрик Слепой и знатные люди Трёнделага. Бонды поддерживали кандидатуру Хокона Безумного, но против него выступал архиепископ Эйрик. На трон также претендовали Сигурд Конунгов Родич (сын дочери Сигурда Мунна) и Пётр Истребитель (сын сестры Сверрира). Однако новым королём был избран сводный брат Хокона Инге II Бордарссон, сын Борда Гуттормссона и Сесилии. Новый конунг сохранил за Хоконом титул ярла и звание главнокомандующего, а также передал ему половину королевских доходов.
В 1204—1208 годах конунг Инге и ярл Хокон вели борьбу с баглерами под командованием Эрлинга Каменной Стены и Филиппа Симонссона. В 1208 году между противника было заключено мирное соглашение в Квитсёе. Лидер баглеров Филипп Симонссон получил в своё управление Оппланн и часть Викена, признав формальную зависимость от Инге Бордарссона. Большая часть Норвегии осталась под контролем биркебейнеров. Ярл Хокон Безумный получил от короля Инге в управление западную часть Норвегии, избрав своей резиденцией Берген.
Позднее отношения между сводными братьями ухудшились. Ярл Хокон Безумный стал претендовать на королевский титул. Однако Инге Бордарссон отказался признать Хокона своим соправителем. В 1212 году между обоими братьями было подписано соглашение, по условиям которого в случае смерти одного из них другой должен был унаследовать его владения. В 1214 году Хокон Безумный подстрекал крестьян Трёнделага к восстанию против власти Инге.
В конце декабря 1214 года ярл Хокон Безумный скончался в Бергене. Его сводный брат Инге Бордарссон присоединил его владения к королевскому домену.

## Семья
В 1205 году Хокон Безумный женился на шведской дворянке Кристине Николасдоттер, дочери Николаса (Нильса) Блейка и Катерины Эриксдоттер, внучке шведского короля Эрика IX Святого. Дети:
- Кнут Хоконссон (ок. 1208—1261), ярл и претендент на норвежский престол в 1226—1227 годах.

После смерти своего мужа Кристина уехала из Норвегии в Швецию (Вестергётланд), где вторично вышла замуж за дворянина Эскиля Магнуссона.